# リエゾン精神医学
リエゾン精神医学（リエゾンせいしんいがく、Liaison psychiatry または、Consultation Liaison Psychiatry）とは、一般の身体医療の中で起こる様々な精神医学問題に対して、医師を含む医療スタッフと精神科医が共同してあたる治療・診断やシステム、それに関する研究のことである。「コンサルテーション精神医学」と「リエゾン精神医学」を区別して用いる場合もあるが、コンサルテーション・リエゾン精神医学（CLP）のことをリエゾン精神医学と短く呼称し用いる場合が多い。

## 概要
コンサルテーション・リエゾン精神医学（以下CLP）が日本に紹介されたのは1953年頃であるが、1977年まではほとんど日の目を見ることはなかった。しかし総合病院の様々な診療科に入院する患者の30%近くが何らかの精神症状を持っているというデータもあり、近年注目される分野となった。近似する領域としては、総合病院精神医学、心身医学、medical psychiatryなどがあり、厳密な違いを論じるのは難しい。
“コンサルテーション”は身体疾患の患者が精神症状を呈した場合に、精神科医に依頼や相談をすることを指すが、“リエゾン”は精神・身体科のスタッフがあらかじめ検討会など密な連携を取り、患者の精神状態の悪化の予防や早期発見にあたったり、対応するスタッフや家族の教育にもあたる。コンサルテーションでは精神科医の助言を取り入れるかは、身体各科の医師の判断に委ねられるが、リエゾンではスタッフ間の話し合いにより、治療方針を決めるという違いがある。しかし実際にはこれらは明確に区別しない場合が多い。

## 対象
CLPの対象となる疾患は限りなく広いが、おおよそ心身両面がかかわっているという共通点がある。病気不安症やうつ病での食欲低下など直接身体に現れる症状、パーソナリティ障害による自殺未遂などの二次的身体症状、身体疾患が二次的に脳に波及した場合（せん妄など）、アカシジアなど薬剤に起因する精神症状、ICU症候群、癌などでの身体症状悪化による抑うつ、がん患者やその家族の心のケアにあたる精神腫瘍学（サイコオンコロジー）などその範囲は多岐にわたる。他覚的には異常が見られない神経症傾向のある患者が訴える心身症的な疾患（慢性疼痛など）も、身体・精神科双方の領域にまたがり、やはり連携が必要となる疾患である。
うつ病の場合は症状が身体に現れることも多く、反対に脳腫瘍やホルモン異常などの器質疾患が原因でうつ状態を呈する場合も多い。また65歳以上の高齢者の手術後には、30～40%の確率でせん妄が起こるともいわれる。せん妄に関する知識に乏しい外科医などはきつい睡眠薬を使ってしまいがちだが、精神科医との連携が取れていれば、専門的な治療により誤嚥性肺炎や転倒による骨折などの予期せぬ二次的な事態を防げるといえる。

### 主な分野
1. 他科治療中で精神障害をもつ者に対する医療
  - 神経症性障害 - 明らかに解離性障害、不安障害、心気障害がある場合など。
  - うつ病、身体症状が前景に出ている仮面うつ病など。
  - 心身症
  - 症候性精神障害、器質性精神障害
  - 精神科以外の薬物療法の副作用 - インターフェロン治療中のうつ状態、ステロイド療法時の躁・うつ状態など。
  - 慢性疼痛患者
  - パーソナリティ障害 - 治療の妨げとなる症状を示す場合など。
  - 疾病否認、詐病、自棄態度を示す者。
2. 死に直面するような極限状態にある患者への医療
  - ICU・CCU収容患者
  - 心臓ペースメーカー装着者、透析患者
  - 重症のがん患者
  - エイズ患者
3. 危機介入を要する患者
  - 身体的に切迫した状況 - 興奮状態、意識障害、せん妄など（これらは精神科救急医療の対象となる）
  - 精神的に切迫した危機状況 - 自殺企図・自傷行為、家出、非行、大規模の地震・火災被災者・性暴力被害者など[3]。

## 課題
CLPを実践する為には、精神科医は身体医学の知識が必要であるが、身体医学を学ぶ期間を長くすると精神保健指定医の取得が遅れるなどの不都合もあり、どの時点でどの程度の教育が必要であるかは議論される処である。身体各科の医師が精神医学を学ぶ機会はさらに少なく、CLPの活性化に伴い自身の受け持つ患者に精神症状が生じた時点で、関与を避けようとする事態を生む可能性もある。
心療内科でうつ病と診断された患者330例を調べたところ、最初に訪れた診療科は、内科64.7%、婦人科9.5%、脳外科8.4%であり、精神科、心療内科はそれぞれ5.6%、3.8%であった。うつ病患者の多くが、うつ病と診断される前に身体症状を訴えて他科を受診しているにもかかわらず、そこで見落とされていることが多いことが指摘されている。疲労感・倦怠感、睡眠障害などは患者側からの訴えが多いが、抑うつ、意欲・興味の低下などの精神症状については問診によって判明しており、身体科医がうつ病への基礎的な知識を持ち、診断に必要な問診を的確に行うことは、その後の自殺などの予防につながるといえる。
大阪府など各地で「一般医-精神科医ネットワーク（通称G-Pネット）」が誕生している。G-Pとは「General Physician（一般医）-Psychiatrist（精神科医）」の略で、精神科病院や一般病院、産業医らが精神疾患を早期に発見し、双方にスムーズに患者を紹介し合えるシステムを作りを目指している。愛知県の「あいちGPネット」では、ウェブサイトを用いた独自のシステムを運用する。患者だけでなく医師の間にも根強く残る精神病への偏見や誤解を取り除き、垣根をなくすことを目的に設立される予定だ。
静岡県の一部では患者と相談の上で精神科に優先的に予約を入れられる、早期紹介システムや専用の紹介状を用い一般医のうつ病に対する認識を高めていったり、福岡市では九州大学病院と市医師会などが連携し、一般医対象のうつ病研修を定期的に開くなど、今後地域医療やプライマリケアにおいても、CLPの需要は増すとみられている。